# 道の駅清川
道の駅清川（みちのえききよかわ）は、神奈川県愛甲郡清川村にある神奈川県道64号伊勢原津久井線の道の駅である。
1996年にオープンした交流促進センター「清流の館」を中心とし、既存の隣接施設を活用して登録・開所された。

## 施設
- 駐車場
  - 大型車2台、小型車77台
- トイレ
  - 男（小）3、男（大）1、女4
- 障害者用設備
  - 駐車マス1、トイレ1
- 公衆電話 1台
- 情報コーナー
- 特産物販売所
- 食事処「恵水キッチン」[3]

## 休館日
- 1月1日 - 1月3日

## アクセス
- 神奈川県道64号伊勢原津久井線

## 周辺
- 清川村役場